# 李堅白
李坚白（1882年—1937年）名绍白，字坚白，以字行，号愈三，辽宁辽阳人。中国民主革命家，中华民国政治人物。

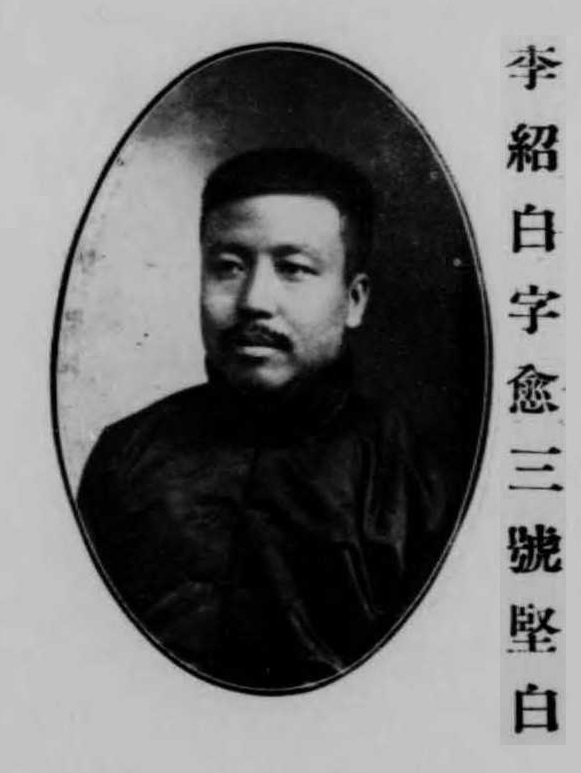

## 生平
李坚白22歲进入邑學為庠生。23歲进入襄平公學，學習科學。嗣入奉天優級師範學校，學習物理化學諸科。畢業之後，創辦中學、師範等校。
中华民国成立后，1913年当选为中华民国第一届国会参议院议员。国会解散后返回本省办学。1916年第一次恢复国会时，继续任参议院议员。
曾任国会议员。1917年，响应孙中山护法运动，赴广州参加非常国会，仍为参议院议员。在广州期间，李坚白结识了郭松龄，并成为好友。1925年底郭松龄反奉期间，李坚白任郭松龄的秘书处长，负责联络冯玉祥，曾参与订立“郭冯密约”。
1937年，李坚白病逝。1937年安葬在北平东北义园。

## 著作
- 李坚白，郭松齡反奉起因，载 沈阳文史资料第三辑，第100－111页
- 李坚白，东北国民军总司令部郭松龄事略，载 辽宁文史资料 第16辑